# The Legend of Heroes: Trails in the Sky SC
The Legend of Heroes: Trails in the Sky SC (英雄伝説 空の軌跡, Eiyū Densetsu Sora no Kiseki SC, lit: 'La llegenda dels herois: traces del cel SC') és un videojoc de rol desenvolupat per Nihon Falcom. El joc forma part de la sèrie Trails, i alhora part d'una sèrie més gran, The Legend of Heroes, i és la seqüela directa de The Legend of Heroes: Trails in the Sky. Es va posar a la venda per primer cop al Japó el 2006 per a Microsoft Windows i el 2007 per a PlayStation Portable.
El joc no va sortir en anglès fins al 2015 a causa de la gran quantitat de text que calia traduir i localitzar. El 2013 va sortir a la venda un port d'alta definició per a PlayStation 3, mentre que el 2015 se'n va publicar una remasterització per a PlayStation Vita; tots dos només al Japó. Una seqüela, Trails in the Sky the 3rd, es va estrenar el 2007.

## Jugabilitat
El joc funciona de manera semblant al seu predecessor, essent un videojoc de rol amb combats per torns. Algunes de les característiques noves més destacades van ser la possibilitat de fer destreses en cadena (chain crafts), una estratègia en què fins a quatre membres del grup poden atacar als enemics simultàniament.

## Història
La història del joc prossegueix els fets de The Legend of Heroes: Trails in the Sky, tot començant després del seu final. Aquest joc també està ambientat en la nació de Liberl.

### Trama
Quan comença el joc, en Joshua ja ha desaparegut. Així doncs, l'Estelle decideix entrenar-se a Le Locle amb el Gremi dels Guardabraços per preparar-se per a una nova aventura. Mentrestant, en Weissman i Uròbor comencen un nou complot malèvol a Liberl, que causa estralls a tot el país.

## Localització
El 2010, Xseed Games va confirmar que havia adquirit els drets de localització en anglès dels tres jocs de la trilogia Trails in the Sky. No obstant això, el primer joc va resultar ser una tasca massiva, amb més d'1,5 milions de caràcters japonesos per traduir, i no havia complert els objectius de vendes de Xseed. Si continuava la seva ràtio desfavorable de "gran esforç, baixa rendibilitat", això els deixaria en fallida. Els problemes tècnics també van complicar-ne la publicació; la mida massiva del joc va requerir un llançament de dos discos i al mateix temps va causar problemes per treure el joc a PlayStation Network en forma de descàrrega digital. La disminució de la presència de PlayStation Portable a Amèrica del Nord va fer difícil procedir amb un llançament físic de diversos discs (la qual cosa era poc freqüent en el sistema). Xseed va declarar que, tot i que la seva intenció no era cancel·lar el llançament en anglès de Second Chapter, tampoc el podien mantenir com a objectiu principal i havien de treballar en altres jocs per mantenir l'estabilitat financera. Tot i que Falcom finalment va anunciar que els problemes tècnics relacionats el llançament del joc a PSN s'havien resolt l'octubre de 2012, no se'n va saber gaire més de la localització del joc durant el 2012 o la primera meitat de 2013.
El setembre de 2013, Xseed va confirmar que encara tenia intencions de publicar el joc en anglès a Amèrica del Nord. Amb els problemes relacionats amb la versió digital resolts, i l'èxit de l'empresa gràcies al llançament dels jocs de la sèrie Ys a Microsoft Windows, Xseed es va proposar de començar a publicar els seus jocs digitalment per a Windows i PlayStation Portable, i a PlayStation Vita mitjançant retrocompatibilitat. Xseed va rebre ajuda amb la traducció del joc per part de l'estudi Carpe Fulgur, que prèviament havia localitzat Recettear: An Item Shop's Tale i Chantelise – A Tale of Two Sisters. La localització en anglès s'havia de publicar inicialment a mitjans de 2014, però la data es va modificar a finals de 2014. El cap de Carpe Fulgur, Andrew Dice, havia dit que el progrés en la traducció del joc es va alentir per qüestions personals. Dice va lliurar la seva feina als treballadors de Xseed perquè l'enllestissin, i això va retardar la sortida del joc fins al 2015. Jessica Chavez de Xseed que havia editat el guió anglès, va assenyalar que arribava a 716.401 paraules, que és aproximadament la mida de 10 novel·les, més llarg que tota la trilogia del Senyor dels Anells (455.125 paraules) i Guerra i pau (587.287 paraules).

## Sortida a la venda
El joc va sortir a la venda al Japó per a Windows el 9 de març de 2006 i per a PlayStation Portable el 27 de setembre de 2007. Més tard, el Japó va rebre un port de PlayStation 3 el 25 d'abril de 2013. Les localitzacions en anglès van sortir a la venda per a Windows i PSP el 29 d'octubre de 2015. Una remasterització de The Legend of Heroes: Trails in the Sky Second Chapter Evolution va sortir a la venda al Japó per a PlayStation Vita el 10 de desembre de 2015.

## Recepció
Trails in the Sky SC va rebre crítiques "generalment favorables" segons l'agregador de ressenyes Metacritic.
RPGFan va donar a la versió japonesa importada una puntuació del 82%. En va elogiar la jugabilitat, l'escriptura i els personatges, però en va criticar la presentació antiquada i la trama clixé en comparació amb Crisis Core, Final Fantasy Tactics i Xenosaga, i va concloure això: "Els qui estiguin disposats a veure més enllà de la presentació una mica antiquada i la trama clixé, trobaran un joc tradicional, però d'allò més encantador, amb una mecànica sòlida, personatges simpàtics i una història ben escrita". Més tard, RPGFan va donar a la versió anglesa una puntuació del 88% i en va elogiar la jugabilitat, la història, l'escriptura, els personatges i la banda sonora. Va afirmar: "Trails in the Sky està robustament realitzat i poblat per una sèrie interminable de bons personatges, s'acosta al cim del disseny d'un JRPG tradicional".
Gamer.nl va declarar: "La història és èpica, la localització converteix els personatges en persones i tot combinat fa que aquest joc sigui imprescindible per als amants dels JRPG i els jugadors que aprecien una bona història". RPGamer va afirmar que "els guionistes de Falcom fan un treball excel·lent per donar als molts personatges personalitats diferents" i va apreciar "l'abast d'aquesta sèrie, que necessita temps per desenvolupar en detall les peces del seu món", i va concloure que "els dos Trails in the Sky mostren com pot de gratificant ser la sèrie". PlayStation Universe va dir que es tracta d'un "segon capítol excels amb una història fantàstica, grans personatges i un sistema de combat entretingut".